# 이탈리아의 로마 가톨릭교회

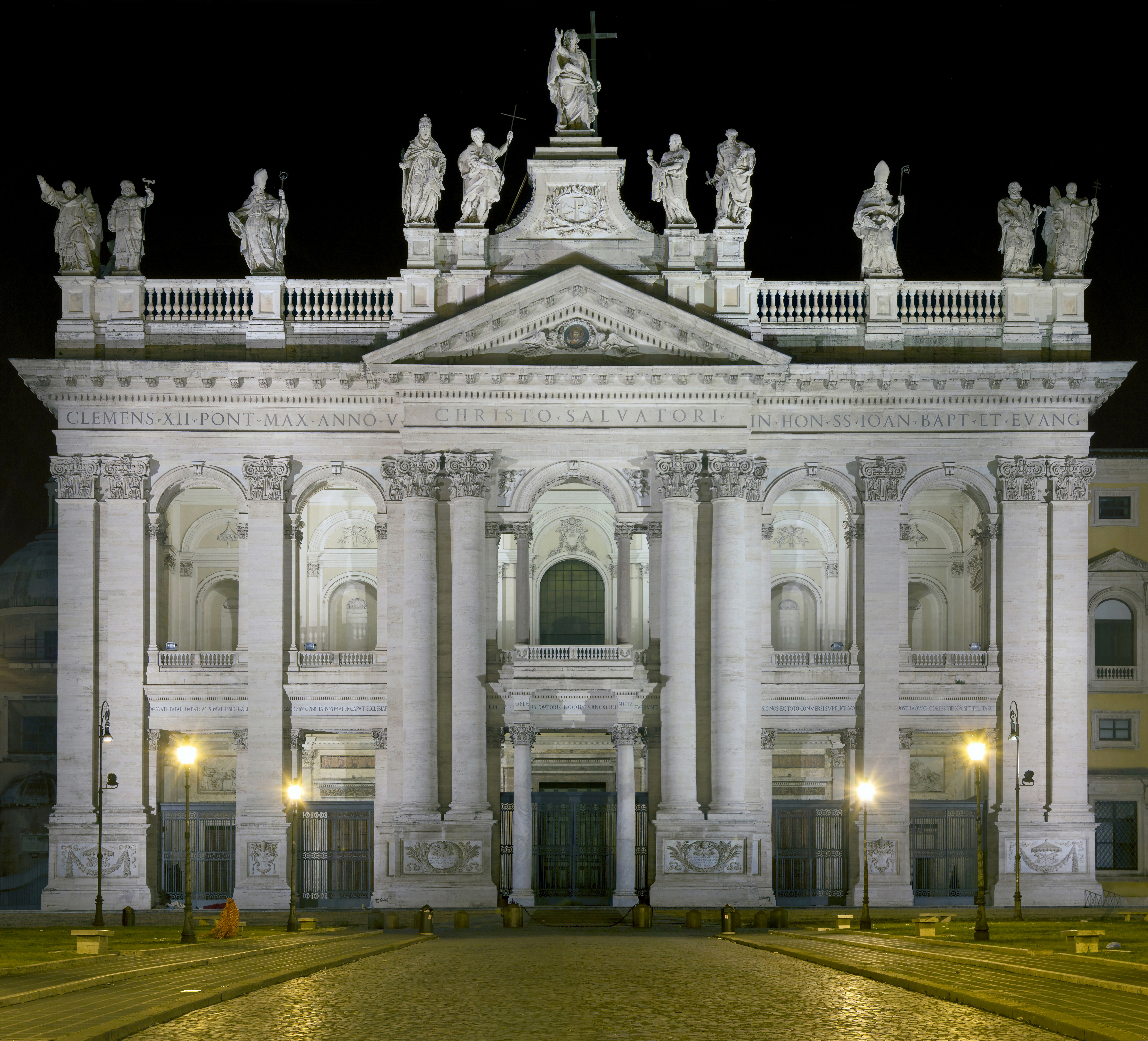

이탈리아의 로마 가톨릭교회는 로마 가톨릭 교회의 중심 교회이다. 가톨릭의 수장인 교황이 이탈리아 로마 내에 위치한 바티칸 시국에 거주하면서 치리하기 때문에, 로마는 현재도 가톨릭 신자들의 주요 순례지로 각광받고 있다. 이 교회에는 현재 225개의 교구가 존재한다.

## 역사
이탈리아반도에 기독교가 전파된 시기는 대략 1세기경으로, 아마도 무명의 여행자와 상인, 군인 등에 의한 것으로 추정된다. 사도 바오로는 로마의 기독교 신자들의 존재를 증언하며 그들에게 보내는 서간을 썼는데, 이것이 바로 로마 신자들에게 보낸 서간이다. 교회 내 여러 전승들은 사도 베드로와 바오로가 1세기에 로마에서 선교 활동을 하였다고 증언한다. 그러다가 나중에 베드로는 예수와 마찬가지로 십자가에서 못 박혀 처형됐지만 바오로는 참수형에 처해졌다고 한다. 초대 이탈리아의 주교들 가운데 한 사람이자 제3대 교황인 로마의 클레멘스는 기원후 96년경 클레멘스의 서간을 집필하였다. 2천년 가톨릭교회 역사에서 이탈리아 교회는 수많은 위대한 순교자들과 성인들을 대거 배출함으로써 점차 교회 내에서 차지하는 규모나 영향력이 커져갔다.
이탈리아 국민의 90%가 가톨릭 신자이며, 현재 이탈리아에는 225곳에 교구와 대교구가 소재해 있으며, 이는 브라질을 제외하면 세계에서 가장 많은 개수이다. 또한, 이탈리아 교회는 본당의 개수(25,694채)에 있어서나 성직자(44,906명)와 남성 수도자(23,719명) 그리고 여성 수도자(102,089)를 보유한 숫자에 있어서도 세계 으뜸을 자랑한다.

## 같이 보기
- 이탈리아의 로마 가톨릭 교구